# Hockey su ghiaccio al XIII Festival olimpico invernale della gioventù europea
L'hockey su ghiaccio al XIII Festival olimpico invernale della gioventù europea si è svolto dal 13 al 17 febbraio 2017 a Erzurum, in Turchia.

## Podi

### Ragazzi
| Evento                     | Oro    | Argento     | Bronzo     |
| Torneo maschile (dettagli) | Russia | Bielorussia | Slovacchia |

## Medagliere
| Pos. | Paese       | Oro | Argento | Bronzo | Totale |
| ---- | ----------- | --- | ------- | ------ | ------ |
| 1    | Russia      | 1   | 0       | 0      | 1      |
| 2    | Bielorussia | 0   | 1       | 0      | 1      |
| 3    | Slovacchia  | 0   | 0       | 1      | 1      |

## Risultati
Risultati